# کمبود منیزیم
کمبود منیزیم اختلالی الکترولیتی ناشی از سطح پایین منیزیم در بدن است. از علائم آن می‌توان به: تب و لرز، هماهنگی ضعیف بین عضلات، اسپاسم عضلانی، بی‌اشتهایی، دوگانگی شخصیتی و افسردگی اشاره کرد. مهم‌ترین عوارض این اختلال تشنج و ایست قلبی می‌باشد. برخی از این عوارض به هنگام کمبود پتاسیم در بدن نیز مشاهده می‌شود.
علل اصلی و بیماری‌های زمینه‌ای که موجب ابتلا به این بیماری می‌شوند عبارت‌اند از: سوء هاضمه، مصرف بیش از حد نوشیدنی‌های الکلی، اسهال، تکرر ادرار، جذب ضعیف روده‌ها و دیابت نوع دوم. 
برخی از داروها همچون مهارکنندگان پمپ پروتونی و فوروزماید نیز میتوانند بانی بروز کمبود منیزیم شوند.
تشخیص اولیه این اختلال معمولاً با مشاهده سطح پایین منیزیم خون (هیپومنیزمی) انجام می‌شود. سطح عادی منیزیم در خون بین 0.6-1.1 mmol/L یا (1.46–2.68 mg/dL) است که کمتر از این مقدار هیپومنیزمی را به‌دنبال دارد. با انجام الکتروکاردیوگرام می‌توان تغییرات سطح منیزیم بدن را مشاهده کرد.
روش‌های درمان کمبود منیزیم از طریق دهانی و تزریق وریدی می‌باشد؛ و برای کسانی که علائم شدید کمبود منیزیم را داشته باشند ممکن است از تزریق وریدی سولفات منیزیم که از روش‌های رایج درمان است، استفاده شود.

## علائم و نشانه‌ها
از علائم کمبود منیزیم در بدن می‌توان به خستگی، ضعف عمومی، اسپاسم‌های عضلانی، ریتم نامنظم قلب، افزایش تحریک پذیری سیستم عصبی، اضطراب، تپش قلب شدید و کمبو پتاسیم در خون، کم‌کاری تیروئید که خود می‌تواند تحت تأثیر سطح پایین کلسیم در خون باشد، میگرن، حملات صرعی، دیابت نوع دوم و ناتوانی ذهنی اشاره کرد.
منیزیم نقشی حیاتی در متابولیسم کربوهیدرات بدن دارد و کمبود آن می‌تواند مقاومت بدن در برابر انسولین را به دنبال داشته باشد و باعث بروز مشکلاتی برای افراد مبتلا به دیابت شود. کمبود منیزیم از عوارض ابتلا به دیابت نیز می‌باشد.

## علل ابتلا به کمبود منیزیم
کمبود منیزیم ممکن است از نقص دستگاه گوارش و کلیه باشد. علل مربوط به ضعف در دستگاه گوارش شامل: مصرف نادرست منیزیم، کاهش جذب در دستگاه گوارش و افزایش خستگی به علت هضم سریع می‌باشد.
همچنین مشکلات کلیوی سبب افزایش دفع منیزیم شده و رژیم‌های غذایی فاقد منیزیم نیز موجب کمبود منیزیم در بدن می‌شود.

## همه گیرشناسی کمبود منیزیم
کمبود منیزیم وضعیتی نسبتاً رایج در میان بیماران است.

## مواد خوراکی حاوی منیزیم
از جمله منابع غذایی حاوی منیزیم می‌توان به سبزیجات دارای برگ‌های سبز، سویا، آجیل، میوه‌ها و تخم مرغ اشاره کرد.

## تاریخچه کمبود منیزیم در پزشکی
اولین بار در سال ۱۹۳۴ در مقالات پزشکی از کمبود منیزیم در بدن انسان به عنوان یک بیماری نام برده شد.

## تشخیص ابتلا به کمبود منیزیم
کمبود منیزیم به‌طور مستقیم اندازه‌گیری نمی‌شود. به‌طور معمول تشخیص این بیماری بر اساس مشاهده سطح منیزیم در خون صورت می‌گیرد.
به‌طور خاص غلظت پلاسمای منیزیم کمتر از(0.6 mmol / l ۱٫۴۶ ↔ mg / dl) ابتلا به این بیماری را نشان می‌دهد و مشاهده غلظت کمتر از (0.50 mmol / l ۱٫۲۵ ↔ mg / dl) شدت بیماری را نشان می‌دهد.
هیپو منیزیمی فقط به سطح منیزیم در خون اشاره دارد.

## روش‌های درمان
درمان هیپومنیزمی بستگی به میزان کمبود منیزم و علائم بالینی دارد. جایگزینی روش دهانی برای افراد مبتلا به علائم خفیف توصیه می‌شود، در حالی که جایگزینی روش تزریق وریدی برای افراد دارای علائم شدید توصیه می‌شود.
تعداد زیادی از داروهای منیزیم خوراکی در دسترس هستند.
در دو آزمایش اکسید منیزیم، یکی از رایج‌ترین انواع مکمل‌های غذایی رژیم غذایی منیزیم به علت داشتن محتوای منیزیم بالا در هر وزن، کمتر از مقدار منیزیم سیترات، کلرید، لاکتات یا آسپارتات بود.
منیزیم سیترات بیشتر در فرم اکسید یا اتیل اسید در دسترس است. سولفات منیزیم به روش تزریق وریدی (MgSO4) می‌تواند در پاسخ به آریتمی‌های قلب به منظور تصحیح هیپوکالمی، پیشگیری از پیشکلامپسی پیشنهاد می‌شود.

## منیزیم در گیاهان

فرایند دریافت عنصر منیزیم در سیستم یک گیاه

کمبود منیزیم یک اختلال گیاهی مضر است که اغلب در خاک‌های اسیدی، سبک و شنی رخ می‌دهد. منیزیم یک ماده مغذی ضروری است که (۰٫۲–۰٫۴) درصد از ماده خشک گیاهی است و برای رشد عادی گیاه لازم است.
منیزیم نقش مهمی در فتوسنتز دارد، زیرا اتم مرکزی کلروفیل است.
بنابراین، بدون مقادیر کافی از منیزیم، گیاهان شروع به تجزیه کلروفیل در برگ‌های قدیمی می‌کنند، این عمل باعث زرد شدن بین وریدهای برگ و در نتیجه ایجاد برگ‌هایی با ظاهری کم رنگ در گیاهان می‌شود.
با توجه به ماهیت فراوانی منیزیم در طبیعت، گیاه ابتدا در برگ‌های قدیمی تر کلروفیل را تجزیه می‌کند و منیزیم را به برگ‌های جوان تر که نیاز بیشتری به فتوسنتز دارند انتقال می‌دهند؛ بنابراین، اولین نشانه کمبود منیزیم، کلروز برگ‌های قدیمی است که برای رفع کمبود به برگ‌های جدید برگشته است. این گیاه بار اول در برگ‌های قدیمی تر کلروفیل را تجزیه می‌کند و منیزیم را به برگ‌های جوان تر که نیاز بیشتری به فتوسنتز دارند انتقال می‌دهند؛ بنابراین، اولین نشانه کمبود منیزیم، کلروز برگ‌های قدیمی است که برای رفع کمبود به برگ‌های جدید برگشته است.
منیزیم همچنین به عنوان یک فعال کننده برای بسیاری از آنزیم‌های حیاتی مانند ریبولوسبیفسفات کربوکسیلاز (RuBisCO) و فسفوآنولپیروات کربوکسیلاز (PEPC) عمل می‌کند، هر دو آنزیم‌های ضروری در تثبیت کربن هستند.
مقدار کم منیزیم منجر به کاهش فعالیت‌های فتوسنتزی و آنزیمی در گیاهان می‌شود. منیزیم برای تثبیت ساختارهای ریبوزوم نیز بسیار مهم است، از این رو، کمبود منیزیم باعث تخریب ریبوزوم‌ها و پیری زودرس گیاه می‌شود.
پس از کمبود طولانی مدت منیزیم، نکروز و افتادن برگ‌های مسن تر اتفاق می‌افتد. همچنین گیاهانی که کمبود منیزیم دارند میوه‌های کوچکتر و چوب دارتر را تولید می‌کنند.
کمبود منیزیم در گیاهان ممکن است با کمبود روی یا کلر، ویروس‌ها یا پیری طبیعی نیز همراه باشد. افزودن نمک‌های Epsom (به عنوان محلول ۲۵ گرم در لیتر) یا سنگ آهک دولومیتی خرد شده در خاک می‌تواند کمبود منیزیم را اصلاح کند.
یک روش ارگانیک برای تأمین منیزیم مورد نیاز گیاهان استفاده از مالچ کمپوست است که می‌تواند در هنگام بارندگی بیش از حد از جاری شدن آب جلوگیری کند و گیاهان از مقادیر کافی مواد مغذی شامل منیزیم بهره ببرند.